# مسجد أوبسالا
مسجد أوبسالا (بالسويدية: Uppsala Moské)، يقع المسجد في حي كفارنجارديت في أوبسالا في السويد. 

## الوصف
مسجد كبير  ويتردد عليه الكثير من الزوار من كافة انحاء المملكة السويدية، كما يوجد مسجد صغير آخر في مدينة أوبسالا يقع بالقرب من مركز غوتسوندا، ولا يتم تقديم صلاة الجمعة في هذا المسجد منذ تاريخ في 1 يناير 2015،  بسبب تعرض المسجد لهجوم واعتداء.